# Smal sumpdammsnäcka
Smal sumpdammsnäcka (Stagnicola fuscus) är en snäckart som först beskrevs av C. Pfeiffer 1821.  Smal sumpdammsnäcka ingår i släktet Stagnicola, och familjen dammsnäckor. IUCN kategoriserar arten globalt som livskraftig. Arten är reproducerande i Sverige.